# Fabrizio Barca
Fabrizio Barca (ur. 8 marca 1954 w Turynie) – włoski urzędnik państwowy, wykładowca akademicki, od 2011 do 2013 minister ds. spójności terytorialnej w rządzie Maria Montiego.

## Życiorys
Ukończył studia na jednym z rzymskich uniwersytetów, uzyskał następnie magisterium z filozofii na University of Cambridge (1980). Odbywał staże naukowe w Instytucie Technologicznym w Massachusetts (1989–1990) i na Stanford University (1994). Zajął się pracą naukową jako wykładowca przedmiotów z zakresu rozwoju gospodarczego, finansów i historii ekonomii włoskiej na uczelniach w Modenie, Paryżu, Sienie, Rzymie i Parmie, a także na Uniwersytecie Bocconi w Mediolanie. Był zatrudniony w departamencie badań Banku Włoch, a także jako urzędnik w Organizacji Współpracy Gospodarczej i Rozwoju. Pełnił funkcję dyrektora generalnego włoskiego Ministerstwa Gospodarki i Finansów.
16 listopada 2011 objął stanowisko ministra ds. spójności terytorialnej w rządzie, na czele którego stanął Mario Monti. W 2013 przystąpił do Partii Demokratycznej. 28 kwietnia tego samego roku zakończył urzędowanie jako minister.
Odznaczony Krzyżem Wielkiego Oficera Orderu Zasługi Republiki Włoskiej (1999).